# Піску-Векі (комуна)
Піску-Векі (рум. Piscu Vechi) — комуна у повіті Долж в Румунії. До складу комуни входять такі села (дані про населення за 2002 рік):
- Піску-Векі (2643 особи)
- Піскулец (357 осіб)

Комуна розташована на відстані 241 км на захід від Бухареста, 70 км на південний захід від Крайови.

## Населення
За даними перепису населення 2002 року у комуні проживала 5491 особа. Усі жителі комуни рідною мовою назвали румунську.
Національний склад населення комуни:
| Національність | Кількість осіб | Відсоток |
| -------------- | -------------- | -------- |
| румуни         | 5438           | 99,0%    |
| цигани         | 53             | 1,0%     |

Склад населення комуни за віросповіданням:
| Релігія       | Кількість осіб | Відсоток |
| ------------- | -------------- | -------- |
| православні   | 5278           | 96,1%    |
| п'ятдесятники | 208            | 3,8%     |
| баптисти      | 2              | < 0,1%   |
| адвентисти    | 2              | < 0,1%   |
| римо-католики | 1              | < 0,1%   |